# Joachim I von Maltzan
Joachim I von Maltzan (ur. ok. 1491, zm. 1556 w Penzlinie) – wolny pan stanowy Sycowa w latach 1529–1551.

## Rodzina
Pochodził ze znanego niemieckiego rodu arystokratycznego. W młodości przebywał na dworze królewskim w Pradze, gdzie uzyskał tytuł radcy królewskiego. 
Jego żona była Bernardyna z domu Wallenstein, z którą doczekał się sześcioro dzieci.

## Panowanie w Sycowie
Wszedł w posiadanie wolnego państwa stanowego Syców najprawdopodobniej w wyniku wymiany swoich dóbr w Czechach (Krupka i Teplice), jakiej dokonał ze swoim krewnym Zdenkiem z Rozmitalu i Zltanej. W 1530 na sejmie Rzeszy w Augsburgu uzyskał potwierdzenie królewskie tytułu barona i dóbr w Sycowie dla siebie i swoich potomków.
Po przeniesieniu na Śląsk brał udział w zorganizowaniu krucjaty antytureckiej przeciwko Sulejmanowi II Wspaniałemu, stając na czele oddziału liczącego 22, 5  tys. osób. 
W 1530 nabył Międzybórz i okolice. Mimo to nie należał do dobrych gospodarzy. Utrzymywanie kontaktów z licznymi dworami książęcymi oraz wystawny tryb życia spowodowały, że popadł w długi. W 1550 został za nie skazany przez sejmik wrocławski. Spowodowało to zbrojna interwencję dowodzona przez starostę ząbkowicko-ziębickiego Hansa von Oppersdorfa w 1551, która zakończyła się ucieczką Joachima do Brandenburgii, a następnie do Meklemburgii. Jego majątek został poddany sekwestracji, przy czym jego żona i dzieci uzyskały zgodę na dalszy pobyt w Sycowie.